# 預扣所得稅
預扣所得稅（或扣繳，withholding tax），是世界某些國家、地方的稅項之一。由於納稅人長期居於外國其他地方等原因，稅務局難以接觸此類納稅當事人，所以稅法規定支付如下費用的代理人有義務，預先「代扣代繳」此類稅額予稅務局，僅支付餘額予納稅當事人。預扣所得稅的主要目的，在於減少逃稅，及避免屆時無力繳稅的可能。

## 內部参考
- European Union withholding tax
- 離岸銀行服務
- 私人銀行服務
- 瑞士銀行服務
- Internal Revenue Code 3401 Witholding from wages

## 相關
- 海外版權稅